# Cao Bao
En aquest nom xinès, el cognom és Cao.
Cao Bao (mort el 196 EC) va ser un vassall servint sota el senyor de la guerra Tao Qian durant el període de la tardana Dinastia Han Oriental de la història xinesa. Era fill de Cao Cao. Quan Cao Cao va envair la Província de Xu, Cao Bao plantà cara a l'atac de Xiahou Dun. Després de la mort de Tao Qian s'uní a Liu Bei. La filla de Cao Bao es va acabar casant amb Lü Bu.
Liu Bei rebé un edicte imperial per atacar a Yuan Shu en Huainan. Liu Bei marxà a Huainan amb Guan Yu i deixà Zhang Fei a càrrec de Xuzhou. Zhang Fei no fou eficaç en la gestió Xuzhou i només l'encarregaren els assumptes militars, deixant-li la resta a Chen Deng. Cao Bao i Zhang Fei compartiren a Xuzhou eixes tasques de vigilància.
Una vegada, Zhang Fei decidí abstenir-se de beure vi, i prengué la decisió de tenir una última nit de borratxera. Després d'això prometé que s'abstindria de beure des d'aleshores en endavant. Invità a tots els oficials en Xuzhou al banquet i els feu beure a cadascun d'ells. Quan arribà el torn de Cao Bao, este es negà a beure vi dient que mai abans havia begut vi i mai beuria. Zhan Fei borratxo, intentà obligar a beure a Cao Bao, i com este no es deixà Zhang Fei ho assotà.
Una de les raons foren que Zhang Fei havia odiat Lü Bu des del principi i quan s'adonà que Cao Bao era el sogre de Lü Bu, digué: "Bé! Colpejar-te a tu és com colpejar a Lü Bu! ". Per tant, Cao Bao fou assotat durament, cosa que el feu enutjar-se amb Zhang Fei. Per això eixa mateixa nit després de l'incident, conspirà amb Lü Bu per a prendre el control de Xuzhou i matar a Zhang Fei. Zhang Fei estava borratxo quan Lü Bu portà les seues tropes per prendre control de Xuzhou i no pogué lluitar i per això hagué de retirar-se.

## En la cultura popular
En el videojoc Romanç dels Tres Regnes 2, Cao Bao té la pitjor estadística (13 d'intel·ligència, 19 de capacitat de guerra, i 15 encant) de tots els personatges.